# 有田中井手の戦い
有田中井手の戦い（ありたなかいでのたたかい）は、戦国時代の永正14年（1517年）に安芸国で起こった戦い。有田合戦とも呼ばれる。尼子氏の支援を受けて安芸国旧守護の勢威回復を目指す武田元繁が、吉川氏の有田城を攻めたことが発端になり、発生した。毛利元就の初陣としても知られる。
- 文中の（　）の年はユリウス暦、月日は西暦部分を除いて全て和暦、宣明暦の長暦による。

## 背景

### 大内義興の上京
永正5年（1508年）、周防国の大内氏の影響下にあった武田元繁は、大内義興が将軍足利義稙を奉じて京都に出陣した際、これに従った。大内氏の主力軍が在京中、安芸国で勢力浸透を図る尼子経久の策略により紛争が続発したため、義興は旧守護の猛将として名高い武田元繁を帰国させ、対応させることとした。義興は元繁の奮闘を願い、権大納言飛鳥井雅俊の娘を養女として元繁に嫁がせた。

### 武田元繁の勢力拡大
永正12年（1515年）、帰国した元繁は、大内氏の主力が不在の今を旧安芸守護職の権威を取り戻し、大内氏の属国の状態を脱する好機と捉えた。元繁は大内氏の息のかかった妻の飛鳥井氏を離別すると、経久の弟尼子久幸の娘を妻に迎えて、尼子の支援を受けて大内義興からの独立を宣言し、大内氏勢力圏への侵略を開始。元繁は紛争の続いていた厳島神社の神領を接収し、城兵の逃亡した大野河内城を取得し、さらに己斐城、水晶城を破竹の勢いで攻め落とした。さらに、厳島神社を有する桜尾城を攻めるが、なかなか落とせなかった。一方の義興は、武田方である山県氏の一族（壬生氏・有田氏・今田氏）を牽制するために、山県郡有田への出陣を毛利興元と吉川元経に命じた。有田城を落とされたことで桜尾城の包囲を解いた元繁は、その矛先を北へ向け、山県郡の大内側の諸城を攻撃し始めた。
そんな中、興元が永正13年（1516年）8月に死去し、わずか2歳の幸松丸が当主となった。叔父の毛利元就が後見役となるが、元就も二十歳であり、戦の経験がほぼ無いため、家中の動揺は明らかであり、元繁はこれを好機と見た。また、旧守護の武田氏の権威と、「項羽」とも謳われた勇将の元繁を相手にするのは、小勢力の毛利氏や吉川氏と、若年の元就には荷が重いと見られていた。主家の大内氏は主力を京都に展開しており、援軍派遣は望めない状況であった。

## 戦いの経過

### 前哨戦
永正14年（1517年）2月、山県郡今田城に進出した武田元繁は、近隣の諸豪族を糾合すべく服属を呼び掛けた。すると日和見の国人衆が続々と馳せ参じ、三入高松城主熊谷元直・八木城主香川行景・降伏した己斐城主己斐宗瑞らを主力とする5,000以上の大軍となった。同年10月3日、元繁は大内方の毛利氏と吉川氏らの勢力下にあり小田信忠が城主を務める有田城を包囲した。陰徳太平記では、籠城側は兵300程であり、小田信忠は降伏を申し出たが、いきり立った元繁が拒否したとされている。
10月21日、武田軍の熊谷・山中・板垣らが600騎を率いて毛利領の多治比に出撃し、民家に放火して毛利方を挑発した。元就はすぐさま多治比猿掛城から150騎を繰り出し、武田軍を撃退した。戦機は熟したと見た元就は、吉田郡山城への救援を要請し、弟の相合元綱や桂元澄・井上氏・坂氏・渡辺勝・福原貞俊・口羽氏・赤川氏・粟屋氏・児玉氏らを主力とする毛利本家の700騎と吉川氏からの宮庄経友率いる援軍300騎と合流して、武田軍に当たることになった。

### 本戦
10月22日、有田へ進軍した毛利・吉川連合軍の前衛の兵1000程度は、武田方の勇将で知られる熊谷元直率いる兵1500と対峙した。連合軍は矢による遠距離攻撃で武田軍に対抗していたが、挟撃を恐れ、一気に熊谷勢に肉弾攻撃を開始した。元直は連合軍を少勢と侮り、正面からの攻撃に終始した。戦いの最中に有利と見た元直は前線に出て、兵を叱咤していた。しかし運悪く矢が彼の額を射抜きそのまま落馬、宮庄経友に首を取られた。このため、熊谷勢は勢いを失って潰走した。
このまさかの敗北の知らせを受けた武田元繁は激怒 し、伴繁清・品川信定と手勢700程を有田城の包囲に残し、自ら主力のほぼ全軍にあたる4000兵を率いて毛利・吉川連合軍を迎撃した。この時の武田軍は、兵を5段構えに分けて備え、鶴翼の陣形だったと言われる。連合軍は又打川まで進出しており、籠城していた小田勢も有田城から打って出るが、圧倒的多数の武田勢に攻撃され後退、遂には敗走を始めた。しかし、毛利元就の必死の叱咤激励によって辛うじて踏みとどまり、じりじりと戦線を押し戻し始めた。この状況に歯噛みした元繁は、騎乗して自ら最前線に出、又打川を渡ろうとした。その時、渡河する武田軍に向けて毛利軍が弓の一斉射撃を行い、元繁は矢を受けて又打川の河畔に転落、討ち死にした。元繁を討ち取ったのは、毛利軍の井上光政であったとされる。大将を失った武田軍は総崩れとなって今田城に撤退した。
残存兵が集まった今田城では、伴繁清・品川信定・粟屋繁宗らが退却して反撃の機会を待つべきと唱えたのに対して、香川行景・己斐宗瑞らは弔い合戦として再戦を主張して対立。翌23日、香川・己斐の両名は手勢を率いて毛利軍に突撃、敗北し、残党狩りで壮絶な討死を遂げた。

## その後

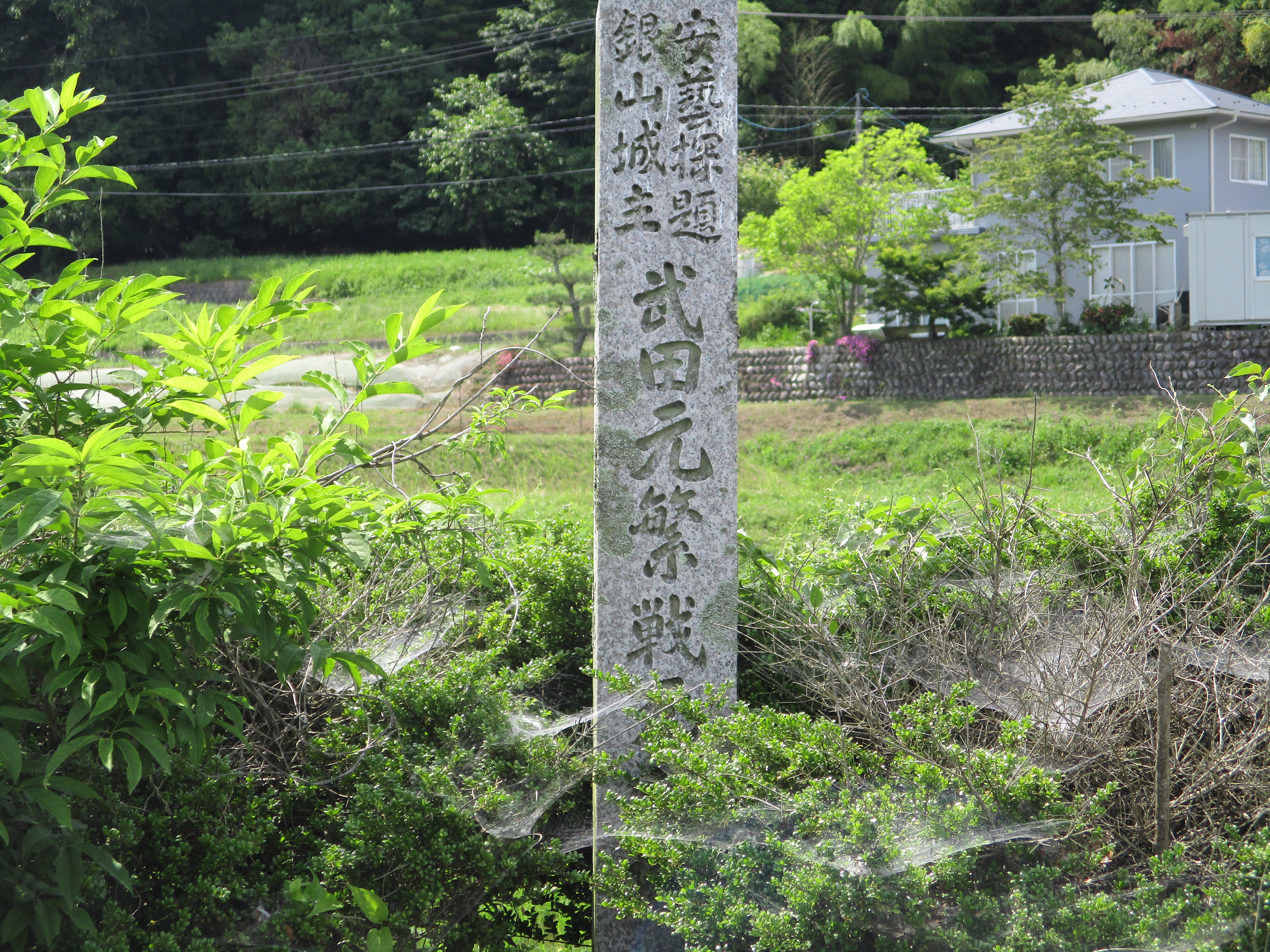
武田元繁戦死の地石碑

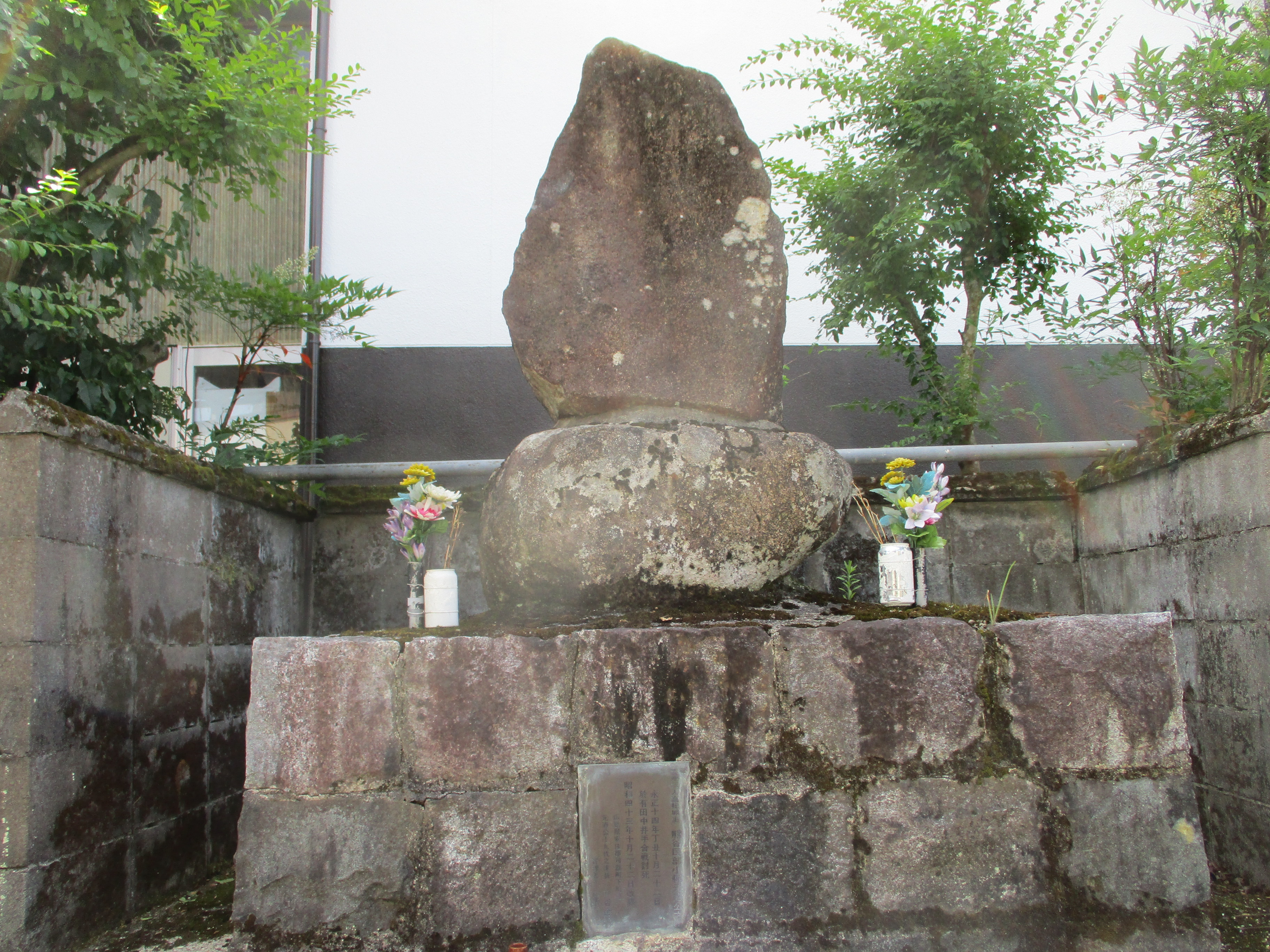
熊谷元直戦死の地に建つ墓

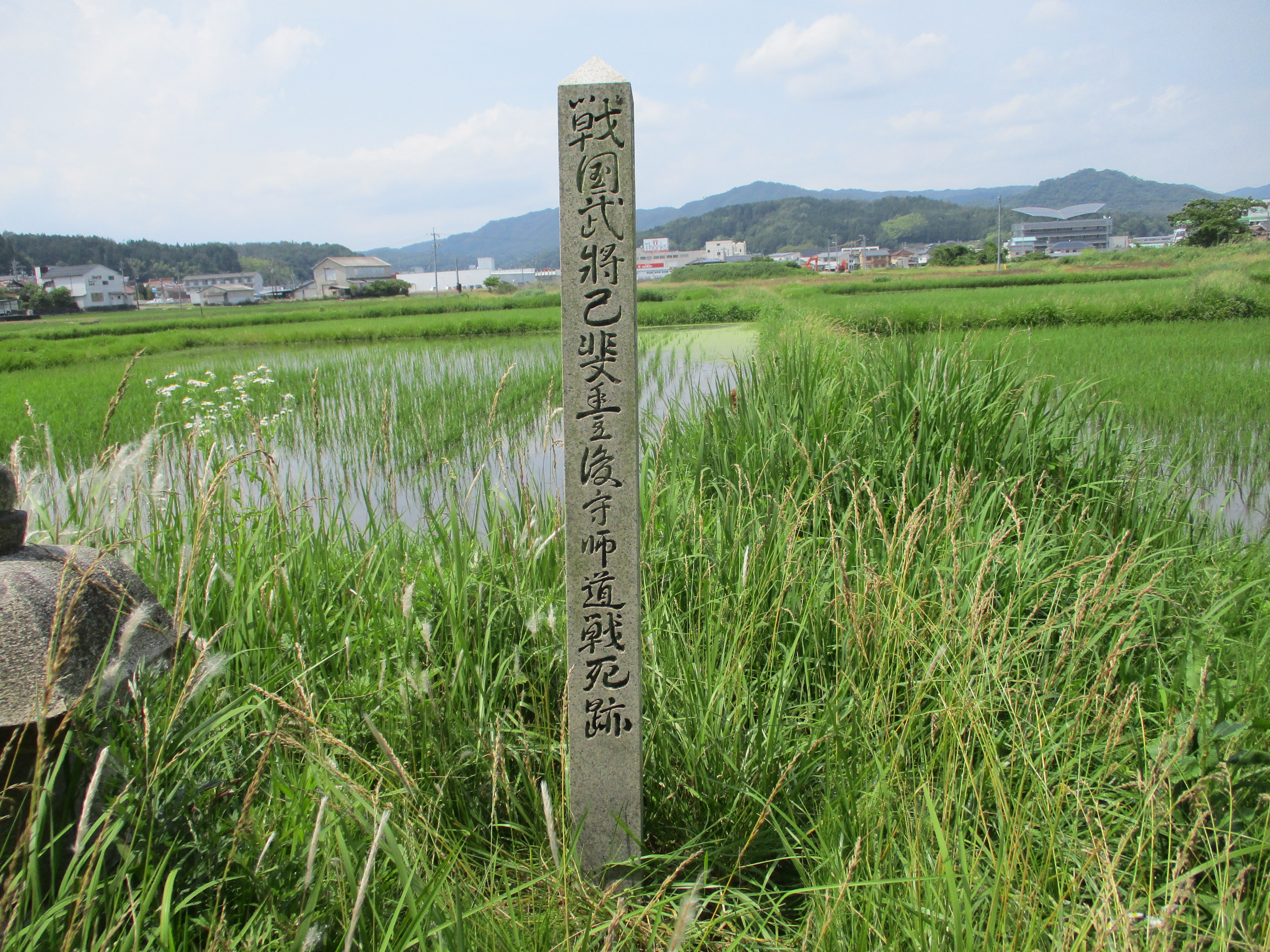
己斐宗瑞戦死の地石碑

この戦いは後に、織田信長が今川義元の大軍を破った桶狭間の戦いになぞらえて、「西の桶狭間」「西国の桶狭間」と呼ばれ、武田氏の衰退と毛利氏の台頭の分水嶺となった戦いとされるようになった。武田元繁や熊谷元直、香川行景らを失って大きく戦力を削がれた安芸武田氏は、勢力が急速に減退し、やがて毛利家によって滅ぼされた。
初陣で旧守護の元繁を討ち取った元就の名は一躍有名になり、京に在陣する義興が出した感状で「多治比（元就）のこと神妙｣と評価している。元就はその後、幸松丸の夭折後に当主の座を継ぐことになる。
現在では、合戦の舞台となった有田城付近（又打川や冠川の川沿い）に、戦死した武田元繁・熊谷元直・己斐宗瑞らの石碑が建てられている。

## 参考資料
- 歴史群像シリーズ9 毛利元就（1988年 学習研究社）
- 歴史群像シリーズ49 毛利戦記（1997年 学習研究社）
- 千代田町史（千代田町町役場編）